# Dodge St. Regis
Dodge St. Regis – samochód osobowy klasy luksusowej produkowany pod amerykańską marką Dodge w latach 1979–1981. 

## Historia i opis modelu

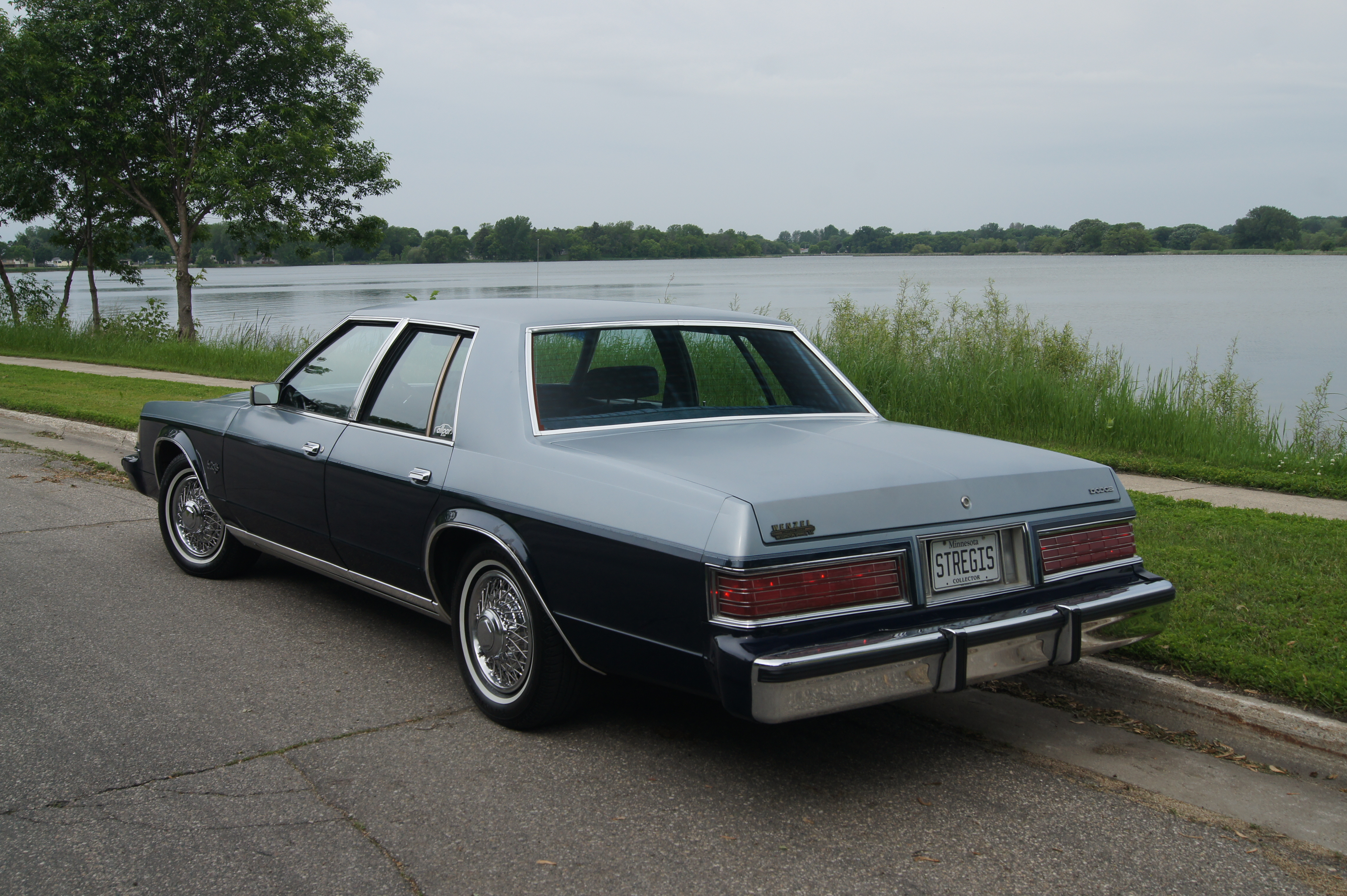
Dodge St. Regis - tył

W 1979 roku Dodge zaprezentował zupełnie nowy, pełnowymiarowy model, który zastąpił dotychczas produkowaną limuzynę Monaco. Oparty na platformie R-body samochód otrzymał nową nazwę St. Regis i wyróżniał się charakterystyczną, kanciastą i pozbawioną ozdobników sylwetką. 
Z przodu pojawiły się charakterystyczne prostokątne reflektory, które w momencie wyłączenia były zakrywane przejrzystą kratką. W środku znajdowała się jednoczęściowa, welurowa kanapa z podłokietnikiem na środku.

### Następca
Po 3 latach produkcji Dodge zdecydował się zakończyć produkcję modelu St. Regis w 1981 roku, nie prezentując tym razem następcy i kontynuacji pełnowymiarowej linii modelowej.

### Silniki
- R6 3,7 l
- V8 5,2 l
- V8 5,9 l